# Bärnau
Bärnau (pronunciación en alemán: /ˈbɛʁnaʊ̯/ⓘ) es un municipio situado en el distrito de Tirschenreuth, en el estado federado de Baviera (Alemania), con una población a finales de 2016 de unos 3179 habitantes.
Se encuentra ubicado al este del estado, en la región de Alto Palatinado, a la orilla del río Waldnaab —uno de los cabeceras del río Naab, el cual es un afluente izquierdo del Danubio— y de la frontera con República Checa.